# Chae Won-bin
Chae Won-bin (en hangul, 채원빈; nacida el 5 de abril de 2001) es una actriz surcoreana.

## Vida personal
Nació el 5 de abril de 2001, la menor de tres hermanas. Asistió a la Escuela Secundaria de Artes Hallym; con sus 170 cm de altura, por entonces su intención era convertirse en modelo, pero mientras se preparaba para ello nació el interés por la interpretación. En 2020 era estudiante del Departamento de Medios y Cine de la Universidad de Mujeres Sungshin, a la que logró entrar tras haber preparado sola el examen de ingreso.

## Carrera
Debutó en 2019, en la serie web The Secret of Secret, que protagonizó junto al también debutante Jin Ho-eun. Fue una breve aparición, pues estaba formada por cuatro episodios de unos diez minutos. Su personaje, Shin Yeon-joo, es una joven que imprime y difunde las normas sobre los derechos de los estudiantes.
En 2020 actuó en la serie de tvN When My Love Blooms, con el papel de Yoon Ji-young, la brillante hermana menor de la protagonista, interpretada por Lee Bo-young. Del mismo año es su participación en tres capítulos de Delayed Justice como una joven sospechosa de haber asesinado a su padre. Pese a lo breve del papel, las escenas del interrogatorio ante el tribunal dejaron marca en los espectadores.
Su primer drama histórico, y primer papel de larga duración, llegó en 2021 con Secret Royal Inspector Joy; en esta serie interpretó además dos personajes de carácter muy diverso, y superó este desafío recibiendo críticas favorables por su seguridad, versatilidad y estilo natural.
Al año siguiente, el papel de la campeona de boxeo Han Ah-reum en My Lovely Boxer exigió de Chae una intensa preparación física, dado que realizó ella misma todas las escenas de acción y los combates de su personaje. Por eso la actriz consideró su papel como «un gran desafío».
A finales del año 2023 y en 2024 intervino en las temporadas segunda y tercera de la popular serie de Netflix Sweet Home, lo que le permitió darse a conocer también fuera de las fronteras de su país. Aún en 2024 dio un paso adelante en su carrera al coprotagonizar la serie de MBC Doubt. En ella es Jang Ha-bin, la enigmática estudiante de secundaria que oculta un secreto terrible que sacude la vida familiar. La serie está contada desde el punto de vista del padre, y aunque ella no tiene muchos diálogos, al menos en los primeros cuatro episodios, su presencia es muy significativa. Según un comentario de prensa, «la llamativa actuación de Chae Won-bin, que no es inferior a la de Han Seok-gyu, está recibiendo críticas favorables de los espectadores».
A finales de 2024 se estrenó la serie Who Is She en KBS2, una nueva versión de la película de 2014 Miss Granny. Chae interpretó el papel de Choi Ha-na, la nieta de la protagonista, que renuncia a estudiar en la universidad y entra con su abuela como aprendices en una academia de actuación.

### Cine
| Año  | Título                           | Hangul                          | Papel             | Ref.                 |
| ---- | -------------------------------- | ------------------------------- | ----------------- | -------------------- |
| 2020 | Run Boy Run                      | 런 보이 런                      | Eun-ha            |                      |
| 2022 | The Witch: Part 2. The Other One | 마녀(魔女) Part2. The Other One | Joven luchadora 1 | [ 11 ]               |
| 2023 | Strong Underdog                  | 셔틀: 최강의 셔틀               | Min-ah            | [ 12 ]               |
| 2025 | Yadang: The Snitch               | 야당                            | Uhm Soo-jin       | [ 13 ] [ 14 ] [ 15 ] |

### Series de televisión
| Año     | Título                            | Papel                  | Canal    | Notas                                                  | Ref.                 |
| ------- | --------------------------------- | ---------------------- | -------- | ------------------------------------------------------ | -------------------- |
| 2019    | The Secret of Secret              | Shin Yeon-joo          | Naver TV | Serie web, protagonista                                | [ 2 ]                |
| 2020    | When My Love Blooms               | Yoon Ji-young          | tvN      |                                                        | [ 3 ]                |
| 2020    | Twenty-Twenty                     | Baek Ye-eun            | JTBC     | Serie web retransmitida también por JTBC, protagonista | [ 1 ] [ 16 ]         |
| 2020    | Delayed Justice                   | Jung Myung-hee         | SBS      | Episodios 2-3 y 14                                     | [ 4 ]                |
| 2020    | The Mermaid Prince: The Beginning | Jo Ah-ra               | Seezn    | Serie web, protagonista                                | [ 17 ]               |
| 2021    | Voice                             | Gong Soo-ji            | OCN      | 4.ª temporada, cameo, ep. 3-5, 7-8                     | [ 18 ]               |
| 2021    | Secret Royal Inspector Joy        | Hwang Bo-ri / Bi Ryung | tvN      | Dos personajes                                         | [ 6 ] [ 19 ]         |
| 2021    | Snowdrop                          | Im Soo-hee             | JTBC     | Reparto                                                |                      |
| 2023    | My Lovely Boxer                   | Han Ah-reum            | KBS2     |                                                        | [ 20 ] [ 7 ]         |
| 2023    | Love Attack                       | Kang Kyung-joo         | KBS2     | KBS Drama Special, un episodio                         | [ 21 ]               |
| 2023    | Sweet Home                        | Ha-ni                  | Netflix  | Serie web, 2.ª temporada                               | [ 22 ] [ 8 ]         |
| 2024    | Sweet Home                        | Ha-ni                  | Netflix  | Serie web, 3.ª temporada                               | [ 23 ]               |
| 2024    | Doubt                             | Jang Ha-bin            | MBC      | Protagonista                                           | [ 24 ] [ 25 ] [ 26 ] |
| 2024-25 | Who Is She                        | Choi Ha-na             | KBS2     | Protagonista                                           | [ 10 ] [ 27 ]        |

## Premios y nominaciones
| Año  | Premios                     | Categoría                                             | Papel                       | Resultado | Ref.                        |
| ---- | --------------------------- | ----------------------------------------------------- | --------------------------- | --------- | --------------------------- |
| 2023 | KBS Drama                   | Mejor actriz en drama especial / Cine para televisión | Love Attack                 | Ganadora  | [ 28 ]                      |
| 2023 | KBS Drama                   | Mejor actriz revelación                               | My Lovely Boxer Love Attack | Nominada  | [ 29 ]                      |
| 2023 | KBS Drama                   | Premio a la popularidad                               | —                           | Nominada  | [ 28 ]                      |
| 2024 | Premios Cine 21             | Mejor actriz revelación (televisión)                  | Doubt                       | Ganadora  | [ 30 ]                      |
| 2025 | 61.os Premios Baeksang Arts | Mejor actriz revelación (televisión)                  | Doubt                       | Ganadora  | [ 31 ] [ 32 ] [ 33 ] [ 34 ] |